# Constel·lació

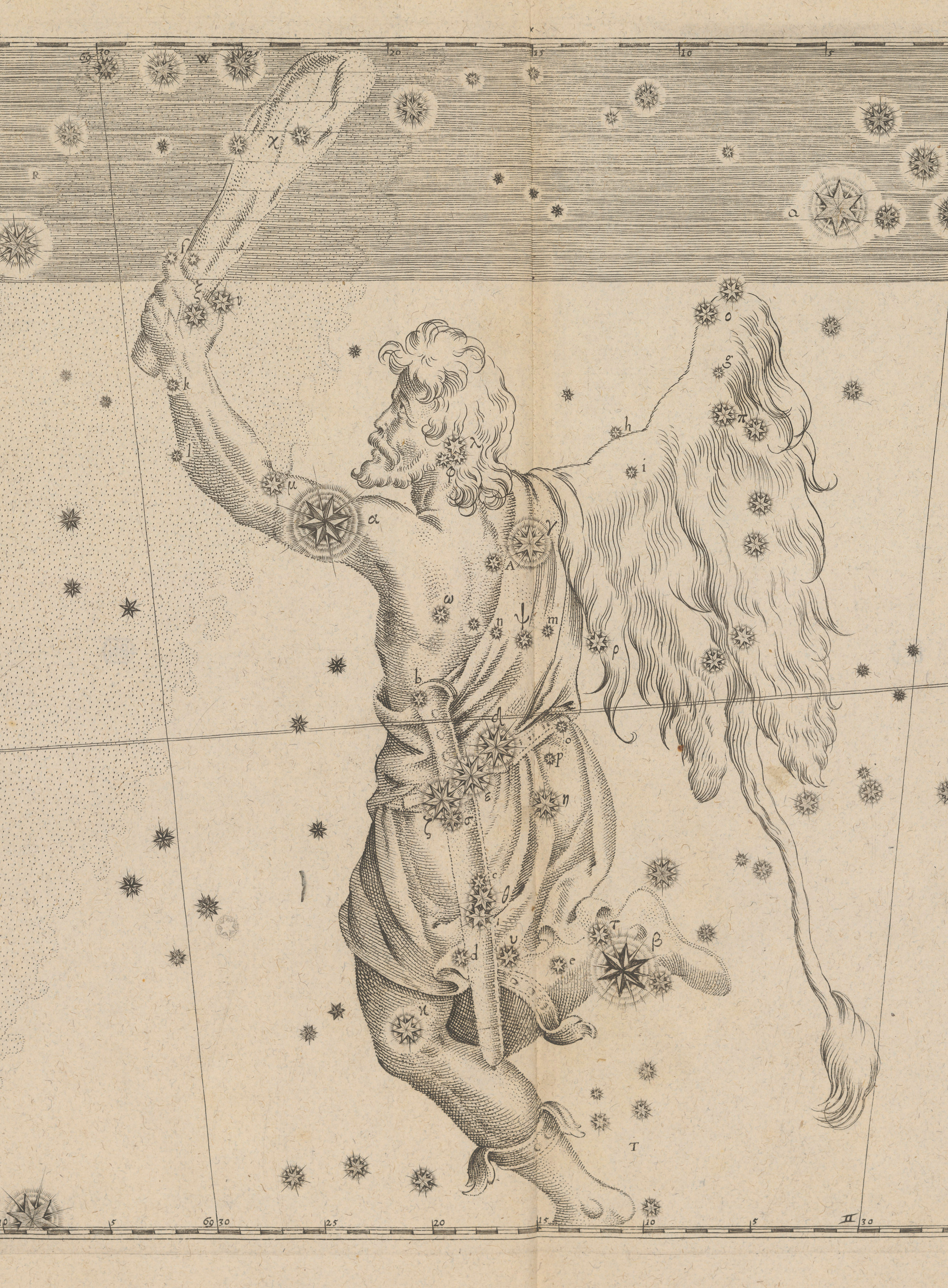
Representació de la constel·lació d'Orió en el llibre Uranometria de Johann Bayer.

Una constel·lació és un conjunt d'estels fixos o estrelles sense relació entre ells i que formen un dibuix imaginari i arbitrari al cel. La Unió Astronòmica Internacional divideix el firmament en 88 constel·lacions, la majoria basades en les antigues constel·lacions gregues.
A part dels noms propis tradicionals (d'origen grec, llatí o àrab, normalment), els estels de les constel·lacions reben un nom format per una lletra grega en minúscula, començant per α, i seguint amb l'alfabet grec per ordre decreixent de la seva magnitud aparent, seguida de l'abreviatura o, indistintament, del genitiu llatí del nom de la constel·lació; si s'acaben les lletres gregues, se segueix amb les llatines; aquesta és l'anomenada nomenclatura de Bayer. Els estels de menor magnitud reben un nom format per un nombre seguit de l'abreviatura o del genitiu corresponents; aquesta és la nomenclatura de Flamsteed. També poden rebre altres noms a partir dels diversos catàlegs que s'han anat compilant, de manera que una mateixa estrella pot rebre moltes denominacions.
Els estels dobles o els estels variables segueixen altres nomenclatures, d'acord amb els catàlegs respectius. A més, dins les constel·lacions hi ha altres objectes que no són estels (nebuloses planetàries, galàxies, etc.) i que han estat classificats i anomenats seguint diversos catàlegs (Messier, NGC, IC, etc.). El primer que va fer-ne una classificació va ser Charles Messier; així, M31 designa la Galàxia d'Andròmeda.

## Terminologia
La paraula constel·lació prové del terme llatí constellatio, -ōnis, que es pot traduir com "conjunt d'estrelles"; la primera font coneguda data de 1803. La paraula grec antic per a constel·lació és ἄστρον (astron). Històricament, aquests termes es referien a qualsevol patró reconeixible d'estrelles l'aspecte dels quals s'associava amb personatges o criatures mitològiques, animals o objectes lligats a la terra. Avui, hi ha 88 constel·lacions designades per la IAU.
Una constel·lació o estrella que mai es posa per sota de l'horitzó quan es veu des d'una latitud particular a la Terra s'anomena circumpolar. Des del pol Nord o pol Sud, totes les constel·lacions al sud o al nord de l'equador celeste són circupolars. Depenent de la definició, les constel·lacions equatorials poden incloure aquelles que es troben entre les declinacions 45° nord i 45° sud, o aquelles que passen pel rang de declinació de l'eclíptica o zodíac que oscil·la entre 23½° al nord, l'equador celeste i 23½° al sud.
Les estrelles de les constel·lacions poden aparèixer una a prop de l'altra al cel, però normalment es troben a diverses distàncies de la Terra. Com que cada estrella té el seu propi moviment independent, totes les constel·lacions canviaran lentament amb el temps. Després de desenes o centenars de milers d'anys, els contorns familiars es tornaran irrecognoscibles. Els astrònoms poden predir els contorns de les constel·lacions passats o futurs mesurant el moviments propis comuns o cpm per astrometria precisa i les seves velocitats radials per espectroscòpia astronòmica.

## Història

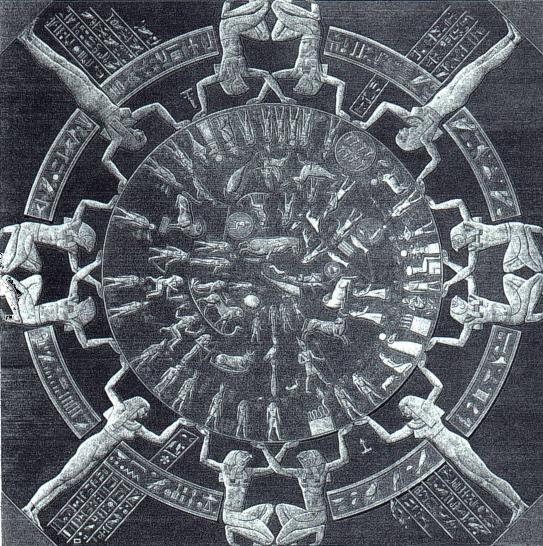
Placa tallada al temple d'Hator de Dendera (Egipte), al voltant del 50 aC, que representa les constel·lacions zodiacals.

A causa del temps transcorregut i de la manca de registres, és difícil conèixer l'origen precís de les constel·lacions més antigues. Es creu que l'interès dels antics pobles per la disposició de les estelles va tenir motius fonamentalment pràctics, usualment amb propòsits agrícoles, de viatge i religiosos. S'usaven per a mesurar el temps i les estacions. Servien d'orientació a navegants i mercaders quan feien travesses durant la nit, fos per mar o pel desert. Així, imaginant figures amb les quals relacionar els grups d'estrelles seria més fàcil i segur recordar les rutes a seguir. A més, creaven narracions del que representaven, es troben recollides a la mitologia i l'astrologia.
Tal sembla que Leo, Taurus, i Escorpí, existien des d'antic en la cultura de Mesopotàmia, uns 4.000 anys abans de l'era comuna, encara que no rebien. La constel·lació d'Orió era coneguda com Sahu en l'Antic Egipte. El grec Homer l'esmenta amb el seu nom actual a la seva obra Odissea que data del segle IX aC. El Zodíac, dividit en dotze constel·lacions, va sorgir a Babilònia durant el regnat de Nabucodonosor II segle vi, vinculat a les dotze llunacions anuals. Ho adoptarà la cultura grega, donant-li a les constel·lacions els noms actuals. Així, de les 88 constel·lacions adoptades per la UAI, gairebé la meitat provenen de la imaginació dels astrònoms de l'antiga Grècia.
La compilació exhaustiva de constel·lacions més antiga coneguda es remunta a Claudi Ptolemeu, que en el segle ii va presentar un catàleg de 1022 estrelles, agrupades en 48 constel·lacions, a la seva obra Almagest; l'obra va ser escrita en grec, amb el títol Ἡ μεγάλη Σύνταξις (He Megále Síntaxis: ‘el gran tractat’). Aquest treball, que serà la base de molts resums astronòmics occidentals posteriors, fins a finals de l'Edat Mitjana, només incloïa les estrelles visibles des d'Alexandria, lloc des d'on Ptolemeu va dur a terme les seves observacions.

### Constel·lacions xineses
Les constel·lacions xineses són un dels agrupaments estel·lars més antics del món. Aquestes són molt diferents de les constel·lacions modernes reconegudes per la UAI (que es basen en l'astronomia grega); això es deu principalment al fet que el desenvolupament de l'astronomia xinesa va ser independent, encara que paral·lel a la grega.
Els astrònoms xinesos van dividir el cel en 31 regions, anomenats 3 recintes (三垣 sān yuán) i 28 mansions (二十八宿 èrshíbā xiù). Els tres recintes ocupen la zona propera al pol nord, per la qual cosa a les latituds altes es poden veure durant tot l'any, mentre que les vint-i-vuit mansions ocupen la zona del zodíac, per la qual cosa poden ser estimats com l'equivalent a les dotze constel·lacions zodiacals occidentals. Contràriament a l'astronomia occidental, les vint-i-vuit mansions no reflecteixen el moviment (aparent) del Sol, sinó el moviment de la Lluna en el seu recorregut mensual al voltant de la Terra.
Els tres Recintes i les 28 Mansions es divideixen a més en 283 asterismes. Cada estrella s'assigna a un dels asterismes i fins i tot alguns només tenen una estrella. Tradicionalment, una estrella porta el nom del seu asterisme combinat amb un número.
El cel al voltant del pol sud celeste es desconeixia a l'antiga Xina. Per tant, no es va incloure com a part dels tres recintes i les 28 mansions. No obstant això, a la fi de la dinastia Ming, Xu Guangqi va introduir altres 23 asterismes basat en les cartes estel·lars occidentals.

### Constel·lacions hindús

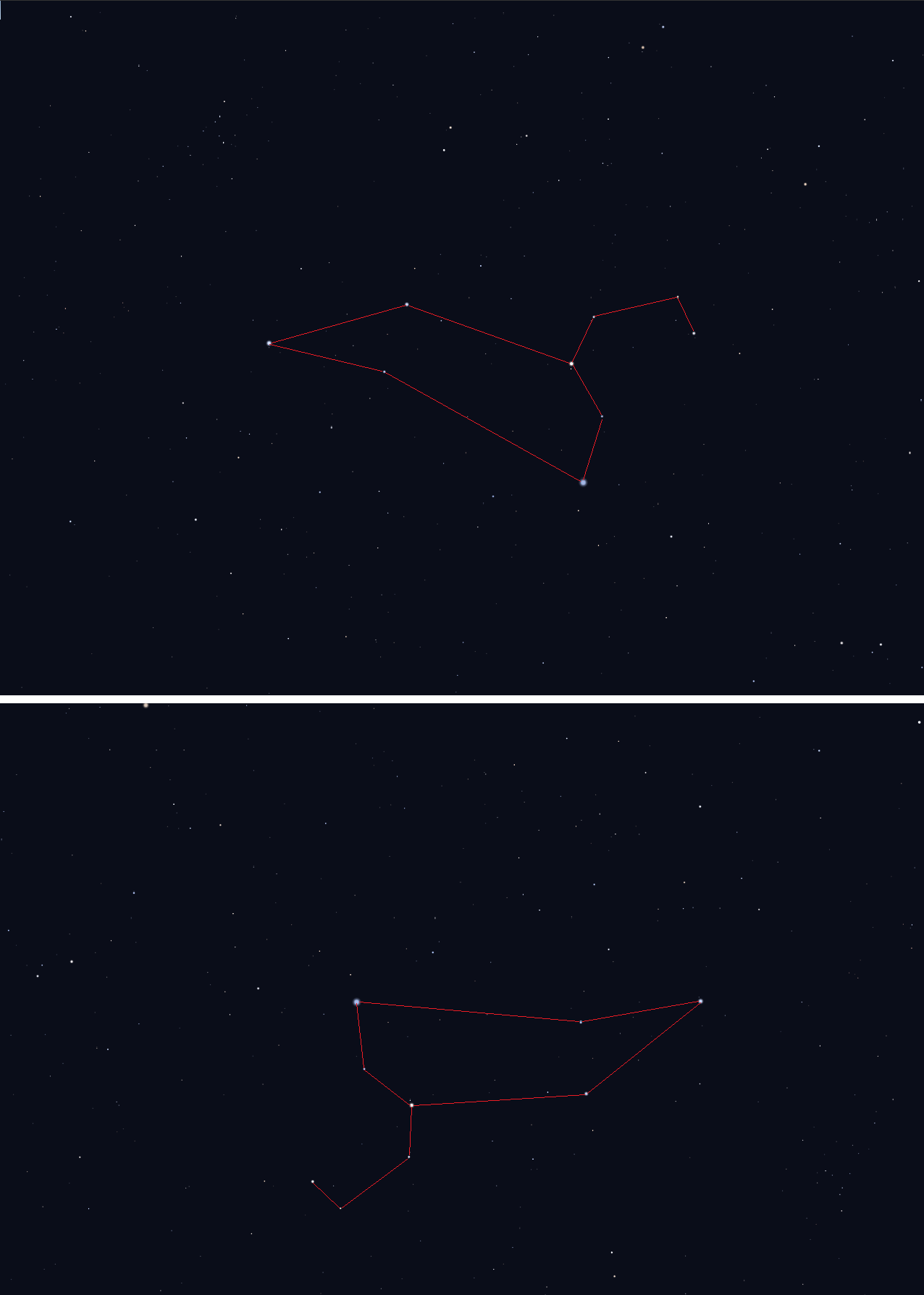
Els antics van agrupar les estrelles en asterismes de manera que formin una figura més o menys semblant al que representen, i que sempre estigui "dret". Com a l'hemisferi sud, les estrelles boreals es veuen al nord i de manera invertida, passa el mateix amb les constel·lacions, per la qual cosa les figures es veuen iguals però "al revés". A la imatge es veu a Leo (el lleó) des de l'hemisferi nord (a dalt) i l'hemisferi sud (a baix).

Les constel·lacions de l'astronomia hindú s'anomenen nakshatra (नक्षत्र) o mansió lunar, que corresponen a cadascuna de les 27 divisions del cel, identificades per l'estrella(es) més destacada(es) dins d'aquestes. Per tant, cadascun representa una divisió de l'eclíptica similar a la del zodíac occidental (13° 20' en lloc dels 30° per a cada signe del zodíac). El període orbital de la Lluna és de 27,3 dies, per la qual cosa la Lluna triga aproximadament un dia per passar a través de cada nakshatra.
El punt de partida per a la nakshatres és el punt de l'eclíptica directament oposat a l'estrella Spica anomenat Chitrā (que correspondria aproximadament al començament d'Àries). L'eclíptica es divideix a cadascun dels nakshatres cap a l'est a partir d'aquest punt.
La llista de Nakshatres es troba als textos vèdics, i també al Shatapatha Brahmana. El primer text d'astronomia que enumera és el Vedanga Jyotisha de Lagadha. A la mitologia hindú els Nakshastres van ser inventats per Daksha, i es personifiquen com les filles de la deïtat i les esposes de Chandra, el déu de la lluna.
Cadascun dels nakshatres es regeix per un dels senyors dels nou graha a la següent seqüència:
- Ketu (node lunar)
- Shukra (Venus)
- Ravi o Suria (Sol)
- Chandra (Lluna)
- Mangala (Mart)
- Rahu (node nord lunar)
- Gurú o Brijaspati (Júpiter)
- Shani (Saturn) i
- Budha (Mercuri).

Aquest cicle es repeteix tres vegades per cobrir els 27 nakshatres.

## Noms de les constel·lacions segons la Unió Astronòmica Internacional
Les constel·lacions tenen un nom oficial, segons la Unió Astronòmica Internacional, en llatí:
Andromeda, Antlia, Apus, Aquila, Aquarius, Ara, Aries, Auriga, Bootes, Caelum, Camelopardalis, Cancer, Canes Venatici, Canis Major, Canis Minor, Capricornus, Carina, Cassiopeia, Centaurus, Cepheus, Cetus, Chamaeleon, Circinus, Columba, Coma Berenices, Corona Australis, Corona Borealis, Corvus, Crater, Crux, Cygnus, Delphinus, Dorado, Draco, Equuleus, Eridanus, Fornax, Gemini, Grus, Hercules, Horologium, Hydra, Hydrus, Indus, Lacerta, Leo, Leo Minor, Lepus, Libra, Lupus, Lynx, Lyra, Mensa, Microscopium, Monoceros, Musca, Norma, Octans, Ophiuchus, Orió, Pavo, Pegasus, Perseus, Phoenix, Pictor, Piscis, Piscis Australis, Puppis, Pyxis, Reticulum, Sagita, Sagittarius, Scorpius, Sculptor, Scutum, Serpens caput, Serpens cauda, Sextans, Taurus, Telescopium, Triangulum, Triangulum australis, Tucana, Ursa major, Ursa minor, Vela, Virgo, Volans i Vulpecula.